# Luis Bertodano
Luis de Bertodano (f. 1931) fue un pintor y cartelista español.

## Biografía

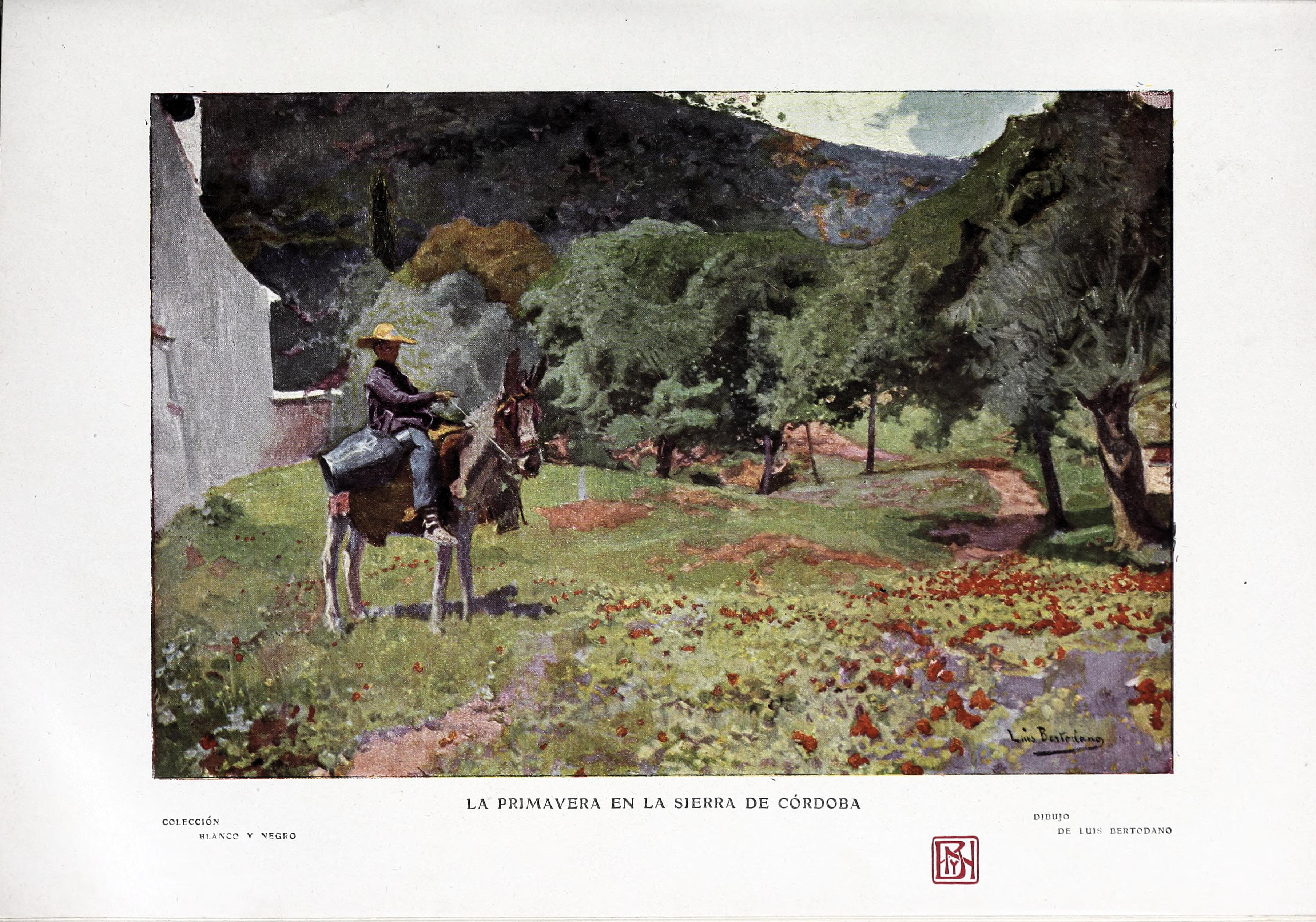
«La primavera en la sierra de Córdoba» (Blanco y Negro, 1907)

Su nombre completo era «Luis de Bertodano y López-Mollinedo».  Parte de su educación tuvo lugar en Bélgica. Residente en Madrid y discípulo de Casto Plasencia, cultivó entre otras la pintura de género, además de desempeñarse como cartelista. En la Exposición Nacional de Bellas Artes de 1912 presentó paisajes de Vizcaya,  Asturias, Andalucía y Extremadura. Falleció en la localidad navarra de Barillas en septiembre de 1931.